# Аљуторци
Аљуторци (аљут. Алутал'у; рус. Алюторцы) су чукотско-камчатски народ који живи у сјевероисточној Русији, а највећи број њих тренутно живи на полуострву Камчатка.

## Име
Аљуторци су углавном били номадски одгајивачи ирваса, што је управо оно што у преводу значи њихов назив, Рамкикен. Најранији извјештаји о сједилачким (неномадским) Аљуторцима (риболовцима и ловцима на фоке), који су себе називали Алуталу, потичу са краја 17. вијека. С. Крашењиников, који је истраживао Камчатку 1755. године, сматрао је да су Аљуторци посебна етничка група. Разни документи из 18. вијека такође дају посебан допринос у сазнањима о Корјацима, Аљуторцима и Чукчима. Током тридесетих година Аљуторци су мијешани са Корјацима, за оба народа је коришћен назив Нимилан (назив сједилачких Корјака). Назив Аљуторци, који је касније поново враћен у употребу, очигледно потиче од претходног назива сједилачких (неномадских) племена Алуталу. Отуда и име округа Олијутор.

## Станиште
Аљуторци живе на камчатском земљоузу у сјевероисточном Сибиру. Њихова територија обухвата готово 15.000 km² и протеже се од Карагинског залива Беринговог мора до села Ољуторке (раније Аљуторскоје), и од ријеке Рекиники до ријеке Поткагернаја на обали Охотског мора. Административно, они припадају Корјачком округу, Камчатске покрајине. Од 1930. до 1977. године територија је имала статус националног округа. Поред Ољуторског рејона, Аљуторци живе у јужном дијелу Карагинског рејона и сјеверном дијелу Тигилског рејона. Административни центар је Тиличики у Ољуторском рејону. Већина територије припада зони шумске тундре. На климу утичу и Берингово и Охотско море.

### Подаци о становништу
Ниједан званични податак о популацији Аљутораца није доступан. Извјештај из 1934. помиње их као значајну етничку групу након Чавчувена (Корјака). Данас, Ољуторски рејон, као и Корјачки округ показује знатну етничку разноликост. По свему судећи званична статистика и даље не разликује Аљуторце од Корјака. Њихов стварни број је вјероватно 2.000 до 3.000 како наводе неки извори.
Аљуторци, као Чукчи и Корјаци, припадају монголоидној сјеверно-азијској раси. Одликује их кремасти пигмент, тамне очи, равна коса и широко равно лице, здепасти су и ниског раста.

## Језик и култура
Аљуторски језик припада Чукотско-камчатској групи палеоазијатских или палео-сибирских језика. Сродан је језицима Чукча, Корјака, Керека и Ителмена. Током тридесетих година аљуторски је и даље сматран једним од четири јужна дијалекта корјачког језика, али од педесетих година прошлог вијека сматра се посебним језиком. Морфолошки, језик највише личи на чукчијски језик. Што се тиче структуре, аљуторски језик је инкорпорацијски или полисинтетички језик.
Постоје три дијалекта: укински, карагински и палански, али ни дијалектуална подјела нити појединачни дијалекти нису довољно проучени. Према П. Скорику, карагински и палански дијалекти могу се класификовати као сродни језици Аљутораца.
Аљуторци могу да се споразумијевају са сродним народима Корјацима и Чукчима користећи свој матерњи језик. Улога Руса и руског језика порасла је од тридесетих година прошлог вијека, а од 1960. година, добровољно је почела русификација по питању језика, јер како се наводи, познавање руског језика помаже у њиховом школовању у руском окружењу.

## Историја
Аљуторци су дуго времена сматрани дијелом корјачког народа. Али ипак номадски Аљуторци Рамкикени, који су били узгајивачи ирваса, су се могли разликовати од Чавчуа (номадских Корјака и Чукчија), који су такође били узгајивачи ирваса, јер су главне активности Чавчуа биле риболов и лов на фоке, а крда ирваса им нису била велика. По језику и начину живота Рамкикени су били најсличнији сједилачким Аљуторцима Алуталуима.
До краја 18. вијека, Руси су скршили отпор камчатских народа. У 19. вијеку полако долази и руски утицај на ове просторе. Велики број православних мисионара је долазио у пратњи руских трговца. Међутим, највеће промјене довело је успостављање совјетске власти 1923. године. Године 1930. формиран је Корјачки национални округ. Уз увођење колективизације, одгајивачи ирваса су били присиљени да прекину са својом дугом традицијом која је била чврсто укоријењена међу Аљуторцима. То је имало далекосежни ефекат на велики дио народа. Њихов начин живота се промијенио. Нови економски односи били су усађени идеолошком преоријентацијом и укидањем неписмености. У почетку су Аљуторци научили корјачко писмо као форму писаног језика (основни стадијум), али временом је руски језик преузео примат и постао главни језик. „Милитантни атеизам” пропагиран је против шаманизма и религије. Руски домови и машине, њихов образовни систем и традиције у одјевању и исхрани су представљани као примјери напретка. Данас су све ове ствари саставни дио нормалног начина живота. Употребу аљуторског језика и поштовање локалних обичаја Руси исмијавају и сматрају такво понашање примитивним.

## Писмо
Не постоји писани језик. Умјесто тога, Аљуторци (аљуторски је тада сматран групом дијалеката корјачког) су користили корјачки писани језик који је уведен 1923. године. У локалним новинама објављено је неколико чланака на тзв. аљуторском дијалекту. Од 1958. године, аљуторски се сматра посебним језиком (П. Скорик), али то није значило већи престиж, више пажње или активније проучавање језика. Комуникација са сусједним народима и даље је била на корјачком језику или руском. Руски језик је такође једини језик образовања и културних активности. Сва истраживања Аљутораца датирају из посљедњих времена. Прве биљешке о њиховом језику направио је С. Стебницки 1927. године. Био је и аутор првог истраживања фонетике, морфологије и синтаксе језика (1934, 1938), али као и сви остали, сматрао га је једним од корјачких дијалекта. Свака пажња која је досад била пружена аљуторском језику и његовим дијалектуалним подјелама тешко се може сматрати довољним. Истраживање И. Вдовина (1956. године) и студија карагинског дијалекта са становишта експерименталне фонетике коју је направио Г. Мелников (1940. године) се не објављују. Једина доступна публикација је поглавље посвећено аљуторском језику А. Жукове, објављено у књизи Вол. 5 под називом „Језици народа СССР” (The Languages of the Peoples of the USSR) из 1968. године.